# Karl Brunner (économiste)
Pour les articles homonymes, voir Karl Brunner et Brunner.
Karl Brunner, né le 16 février 1916 à Zurich et mort le 9 mai 1989, est un économiste suisse. 

## Biographie
Karl Brunner est né à Zurich le 16 février 1916. Il étudie l'économie à l'Université de Zurich et à la London School of Economics, et obtient un doctorat de l'Université de Zurich en 1943. Il quitte la Suisse en 1949 pour occuper un poste de chercheur invité à la Cowles Commission de l'Université de Chicago. Avec une bourse de deux ans, il déménage à Los Angeles en 1951 pour commencer une carrière universitaire à l'Université de Californie (UCLA), où il passe de professeur adjoint à professeur associé et, à partir de 1961, à professeur titulaire. En 1966, il est nommé professeur à l'Université d'État de l'Ohio, avant de rejoindre l'Université de Rochester en 1971. Dans les années 1970, il retourne fréquemment en Europe alors qu'il a accepté un poste de professeur à l'Université de Constance, en Allemagne (1969–1973), puis à l'Université de Berne, en Suisse (1974–1985). En 1979, il est nommé professeur d'économie Fred H. Gowen à l'Université de Rochester, poste qu'il occupe jusqu'à sa mort le 9 mai 1989. 
Au cours de sa carrière professionnelle de 43 ans, Karl Brunner a écrit 87 articles de revues, 4 livres, édité ou co-édité 36 volumes, contribué 71 articles à des livres, des volumes, des conférences et des audiences du Congrès, et laissé derrière lui 12 articles non publiés. Il a fondé deux grandes revues universitaires, à savoir le Journal of Money, Credit, and Banking (en 1969) et le Journal of Monetary Economics (en 1973). Il est également à l'origine des réunions de Constance, d'Interlaken et de Carnegie-Rochester (avec Allan Meltzer), ainsi que du Shadow Open Market Committee (en 1973, toujours avec Meltzer). 
Pour commémorer son 100e anniversaire, la Banque nationale suisse a lancé la série de conférences de l'Honorable Karl Brunner en 2016. La première conférence fut donnée par Kenneth Rogoff à Zurich. 

## Monétarisme
Karl Brunner a introduit en 1968 le terme monétarisme dans le vocabulaire courant de l'économie. Fondamentalement, Brunner a conçu le monétarisme comme l'application de la théorie des prix relatifs à l'analyse des agrégats. Dans son entretien avec Arjo Klamer, il a notamment affirmé que : « le principe de base du monétarisme est la réaffirmation de la pertinence de la théorie des prix pour comprendre ce qui se passe en économie des agrégats. Notre point fondamental est que la théorie des prix est un paradigme crucial - en fait, le seul paradigme - que les économistes ont » (Klamer 1984, p. 183). 
Cette conception particulière du monétarisme semble étroitement liée à l'expérience de Brunner à l'UCLA : « Le plus pénible a d'ailleurs été la rencontre avec un groupe d'économistes appliquant systématiquement l'analyse économique (c-à-d la théorie des prix) aux problèmes sociaux de notre monde. Les confusions qui en résultaient ont créé un terrain fertile pour le bon environnement, et l'UCLA au début des années 1950 était pour moi le bon endroit. La discussion permanente avec un esprit subtil (Armen A. Alchian), l'impact d'un philosophe lucide des sciences (Reichenbach), et la chance d'interroger des étudiants déterminés (Allan H.Meltzer, Tibor Fabian, plus tard Jerry Jordan et d'autres) a dispersé les brouillards intellectuels et structuré progressivement ma réflexion sur l'économie et son rôle dans nos efforts pour comprendre le monde » (Brunner 1980, p. 403). De même, à la question « Quand êtes-vous devenu monétariste ? », Brunner a répondu : « Rétrospectivement, je trouve très intéressant de retracer la question dans mes discussions avec Alchian » (Klamer 1984, p. 182). 
Plus précisément, Brunner considère que « les propositions majeures caractérisant la vision monétariste peuvent être organisées en quatre groupes. Ces groupes portent sur les descriptions du mécanisme de transmission, les propriétés dynamiques du secteur privé, la dominance et la nature des impulsions monétaires et la séparation des agrégats et des forces d'allocation » (Brunner 1970, p. 2). 

## La transmission de la politique monétaire
Dans la citation ci-dessus, ainsi que dans d'autres récits des principales propositions caractérisant le monétarisme, Karl Brunner a systématiquement mentionné en premier lieu le mécanisme de transmission de la politique monétaire. Selon Brunner et Allan Meltzer (1976), un mécanisme de transmission monétariste est tel que « les variations de monnaie modifient les prix relatifs et amorcent un processus de substitution qui se propage sur les marchés pour les titres de capital existants, les prêts et la production courante » (p.97). Le rôle central joué par les mouvements de prix relatifs a conduit Brunner à utiliser indifféremment les termes « processus de transmission » et « processus de prix relatifs ». Il a en fait perçu le mécanisme de transmission comme « une application appropriée de la théorie des prix relatifs » pour expliquer les fluctuations de la production et de l'emploi (Brunner 1968, p. 18). 
Plus précisément, le mécanisme de transmission de la politique monétaire envisagé par Brunner et Meltzer repose sur le comportement relatif de deux prix. Premièrement, le prix des actifs réels existants, noté P, qui est en fait le prix du capital réel existant. Deuxièmement, le prix de la production, noté p, qui est le prix de l'élément utilisé à la fois pour la construction de nouveau capital réel et à des fins de consommation. De plus, Brunner et Meltzer ont supposé que les coûts d'acquisition de l'information sont moins élevés sur les marchés des actifs que sur le marché de la production. En conséquence, la vitesse d'ajustement de P en réponse aux chocs est supérieure à celle de p. 
Une augmentation du taux de croissance de la masse monétaire implique donc une augmentation du rapport P sur p. Cela signifie que le prix du nouveau capital a chuté par rapport au prix du capital existant, stimulant l'investissement privé (c'est-à-dire la production de nouveau capital). Par ailleurs, une hausse du ratio P / p génère également un effet de richesse positif puis une augmentation de la consommation privée. Par conséquent, une politique monétaire expansionniste augmente chaque composante des dépenses agrégées privées par une augmentation du P / p . Il est à noter que ce mécanisme est proche de celui mis en place par James Tobin (le soi-disant Tobin's Q) en 1969. 

## L'origine de l'argent
En 1971, Karl Brunner et Allan Meltzer ont livré une analyse de l'origine de la monnaie comme moyen d'échange. L'essentiel de l'explication qui y est présentée a d'abord été exposé dans un article publié en 1964 dans le Journal of Finance (Brunner et Meltzer 1964, p. 257-261). 
L'ingrédient crucial est l'absence d'informations parfaites sur la qualité des biens que les ménages cherchent à acheter. La recherche d'informations sur la qualité des produits implique certains coûts, dont le montant diffère considérablement selon les produits. Dans ce contexte, les biens avec des coûts d'information comparativement inférieurs pour la plupart des ménages émergeront comme des moyens d'échange : « Là où la connaissance des opportunités du marché et des qualités des biens n'est ni gratuite à obtenir ni uniformément distribuée, l'utilisation de la monnaie comme moyen d'échange réduit le coût en ressources de l'échange. . . Pour les particuliers, l'argent remplace l'investissement dans l'information et le travail alloué à la recherche. En utilisant l'argent, les individus réduisent la quantité d'informations qu'ils doivent acquérir, traiter et stocker, et ils réduisent le nombre de transactions dans lesquelles ils s'engagent pour échanger leurs dotations initiales contre des paniers de biens optimaux » (Brunner et Meltzer 1971, p. 799). 

## Politique monétaire et défense des règles de croissance monétaire
Dans les années 1960, Karl Brunner (en grande partie d'accord avec Milton Friedman) considérait que la littérature alors populaire sur la politique optimale, dans laquelle « le décideur a une connaissance complète des relations structurelles relatives à l'économie et un ensemble de variables d'objectifs qui entrent en dans la fonction d'utilité sociale » (Brunner et Meltzer 1969, p.   3), a manqué le point essentiel du problème politique du monde réel. En collaboration avec Allan Meltzer, Brunner a proposé un cadre analytique intitulé « objectifs et indicateurs de la politique monétaire », dans lequel la politique monétaire pourrait utilement être discutée et critiquée. Pour reprendre les termes de Brunner et Meltzer (1969), « le problème de la sélection d'un indicateur de politique monétaire équivaut au problème de trouver une échelle qui nous permette de faire des déclarations fiables comparant l'orientation de diverses combinaisons de politiques » (p. 16). 
Dans des conditions de connaissance complète, le problème des indicateurs est totalement trivial. Dans ce cas, en effet, la poussée de toute combinaison de politiques sur n'importe quelle variable peut toujours être calculée avec une précision absolue. Dans l'incertitude, cependant, les choses sont différentes. Par exemple, Brunner et Meltzer ont montré que, dans leur cadre, le comportement des réserves libres (un guide largement déployé sur l'orientation de la politique monétaire dans les années 1960) n'était pas une fonction monotone lié au resserrement ou au relâchement de la politique conçue en ces termes. Par conséquent, s'y fier, c'était courir le risque de mal interpréter la position de la politique, la rendant peut-être procyclique et déstabilisante. 
Karl Brunner a ensuite défendu des règles de croissance monétaire du type proposé par Milton Friedman. Il est devenu convaincu que, bien que la politique discrétionnaire fournisse parfois « des phases de stabilité et de croissance remarquables ... de telles phases dépendent essentiellement de constellations politiques transitoires » (1984, p. 187). Ainsi, « la nature de l'ordre monétaire et non les actions spécifiques au sein d'un régime discrétionnaire est apparue ces dernières années comme la question centrale d'un problème politique plus fondamental » (p. 188). En conséquence, il existe un « avantage évident d'un ordre monétaire basé sur une croissance monétaire constante » (p. 204). 

## La critique de l'économie walrasienne
Peu de temps avant de mourir, Karl Brunner a défini le monétarisme comme un « programme classique » « d'une tradition non walrasienne » (Brunner 1989, p. 197). L'économie walrasienne serait notamment incapable de rendre compte de l'émergence de nombreuses institutions, et notamment de la monnaie : « Le paradigme walrasien, fondé sur l'absence d'information et de coûts de transaction, omet nécessairement tous les phénomènes sociaux conditionnés par le fonctionnement de tels coûts. Avec une information complète et en l'absence de frais de transaction, il n'y a aucune raison pour que l'argent se produise, sur les intermédiaires financiers et aucune justification pour de nombreuses autres institutions sociales... Des problèmes importants de notre réalité monétaire et financière restent inaccessibles à une telle tradition walrasienne » (p. 199). 
Parmi les économistes néo-walrasiens, Karl Brunner s'est concentré sur les auteurs de New Classical Macroeconomics (NMC). Une première critique adressée aux NCM concerne l'hypothèse des anticipations rationnelles. Selon cette hypothèse, « les gens sont supposés connaître la règle politique utilisée par les autorités monétaires (et fiscales) et avoir des connaissances détaillées sur la structure de l'économie, y compris la taille et le moment des réponses aux chocs de divers types. Ces hypothèses rendent les modèles analytiquement traitables mais, pris au pied de la lettre (comme ils le sont souvent), ils déforment la vision de l'économiste du problème politique en ignorant l'incertitude, une connaissance incomplète de la structure de l'économie et des coûts d'acquisition des informations et en réduisant l'incertitude » (Brunner et Meltzer 1993, p. 42). Une deuxième critique adressée par Brunner au NCM concerne le concept intertemporel d'équilibre : « J'ai aussi de fortes réserves sur les aspects cruciaux de leur « approche d'équilibre » » (Klamer 1984, p. 191). À la question « Alors qu'est-ce qui ne va pas avec la nouvelle économie classique ? », Brunner a répondu : « Leur interprétation de l'analyse d'équilibre me paraît douteuse. Ce type spécifique d'analyse d'équilibre implique que tous les prix s'équilibrent par rapport à toutes les réalisations de chocs » (p. 192). En conséquence, NCM ne peut pas expliquer « la non-réponse déplorée des prix aux conditions actuelles » (Brunner 1980, p. 417), c'est-à-dire la rigidité des prix. 

## Philosophie des sciences et perspective évolutive
En revenant sur sa carrière, Karl Brunner a estimé qu'il avait prêté attention à « trois grands groupes de problèmes distincts. L'un couvre la gamme de l'analyse et de la politique monétaire et un second concerne la nature de nos efforts cognitifs exprimés par nos activités. Le dernier volet de mes intérêts persistants s'est développé au fil du temps à partir de mon occupation avec les deux problèmes précédents. On a progressivement compris que l'analyse économique offre une approche systématique de l'ensemble de la réalité sociopolitique » (Brunner 1984, p. 404). Cette section traite des deuxième et troisième groupes. 
Dans un article intitulé « Hypothèses et qualité cognitive de la théorie », Karl Brunner a fait valoir que Milton Friedman (dans sa célèbre « Méthodologie de l'économie positive ») avait raison de dire que « la qualité cognitive d'une théorie ne peut être jugée par le réalisme d'hypothèses « mais doit être jugé par la confrontation de ses implications avec des observations appropriées » (Brunner 1969, p. 503). Brunner a en outre souligné l'impossibilité d'obtenir jamais une confirmation définitive de toute théorie générale à partir d'un ensemble fini de preuves empiriques. Au contraire, et comme Karl Popper (1959), il a souligné la capacité de telles preuves à falsifier les théories. Dans le même temps, « il est cependant important de souligner que la réfutation réelle par un énoncé de test falsifiant est une raison nécessaire mais loin d'être suffisante pour rejeter une théorie. Notre choix se situe fréquemment entre des théories assez imparfaites, c'est-à-dire des théories qui avaient (sic) été exposées à des énoncés de test falsifiés. L'ampleur comparative de la falsification façonne la décision et non la falsification en tant que telle » (p. 507). 
Karl Brunner a également développé une approche évolutive de l'agent économique (notamment inspirée de l'article fondateur d'Armen Alchian (1950)). En association avec William Meckling, Brunner a introduit l'acronyme REMM, pour « Resourceful, Evaluating, Maximizing Man ». Selon Brunner (1987), « l'ingéniosité, l'évaluation et la maximisation des comportements possèdent une base commune ... (pour laquelle) l'individu est né avec un patrimoine biologique et génétique » (p. 371). Cependant, le terme « maximisation » ne doit pas être compris dans le sens habituel de la théorie néoclassique. En effet, « la rationalité est peut-être une composante plus fondamentale de l'hypothèse que la maximisation du comportement. Les capacités de calcul limitées des ordinateurs et des esprits humains, le coût de la collecte et de l'interprétation des informations et souvent une incertitude diffuse empêchent l'expression d'un comportement rationnel en termes de maximisation simple. Le comportement rationnel produit plutôt un ensemble de règles de procédure plus ou moins conscientes » (p. 374). Ce REMM peut être mis en contraste avec des « conceptions de l'homme » alternatives, à savoir les « politiques », « sociologiques » et « psychologiques ». Brunner et Meckling (1977) ont notamment appliqué cette approche à l'analyse du gouvernement : « Une grande partie du conflit sur le gouvernement peut ... se réduire au conflit entre des modèles alternatifs de l'homme » (p. 85). 

## Publications
- 1974 : « Gestion monétaire, inflation intérieure et inflation importée ». Dans Robert Z. Aliber (éd.), Politiques monétaires nationales et système financier international, Chicago: Presses de l'Université de Chicago, p. 179–208.
- 1971 : avec Allan H. Meltzer, « Les utilisations de l'argent dans la théorie d'une économie d'échange », in American Economic Review 61, décembre, p. 784–805.
- 1993 : L'argent et l'économie: problèmes d'analyse monétaire, Cambridge.
- 1996 : Les Essais sélectionnés de Karl Brunner : Thomas Lys, éd., v. 1, Analyse économique et idéologie politique ; 1997 : vol. 2, Théorie monétaire et politique monétaire: Edward Elgar.